# Pantöffelchen
Pantöffelchen (russisch: Черевички, Tscherewitschki; wiss. Transliteration Čerevički; englische Schreibweise: Cherevichki; Alternativtitel: Die goldenen Schuhe oder Oxanas Launen) ist eine komisch-phantastische Oper in vier Akten und acht Bildern von Pjotr Tschaikowski (Musik) mit einem Libretto von Jakow Polonski nach Nikolai Gogols Erzählung Die Nacht vor Weihnachten. Sie entstand 1885 als Überarbeitung seiner Oper Der Schmied Wakula von 1876. Die Uraufführung erfolgte am 19. Januarjul. / 31. Januar 1887greg. im Bolschoi-Theater in Moskau.

## Handlung
Die Oper spielt Ende des 18. Jahrhunderts in der Nacht vor Weihnachten in einem Dorf in der Ukraine. Die wichtigsten Protagonisten sind die Hexe Solocha, ihr Sohn Wakula, die von diesem verehrte Dorfschönheit Oksana, deren Vater Tschub und der Teufel Bes.

### Erster Akt
Erstes Bild: Winternacht mit Mondschein. Eine Straße im Dorf Dikanka
Die Dächer der ukrainischen Bauernhäuser sind schneebedeckt, die Zäune, kleinen Gärten und Bäume eingefroren. Auf der linken Seite Solochas Haus mit einem Schornstein und einem kleinen Tor zur Straße hin, auf der rechten Seite das Haus Tschubs mit geschlossenen Fensterläden und einer Terrasse. Im Hintergrund teilt sich die Straße in zwei Wege nach rechts und links; an der Gabelung befindet sich ein Gasthaus mit erleuchteten Fenstern.
Solocha tritt aus ihrem Tor auf die Straße. Sie sieht sich horchend um, da sie nicht bemerkt werden möchte. Der Teufel kommt ihr entgegen. Er macht ihr Komplimente und weist sie auf verschiedene Merkmale in ihrem Äußeren hin, die sie als Hexe kennzeichnen (Duett: „Оседлаю помело“ – „Ossedlaiu pomelo“). Die beiden vereinbaren ein Wettfliegen. Solocha kehrt in ihr Haus zurück. Der Teufel erinnert sich an den Grund für sein Erscheinen im Dorf: Er will sich an Solochas Sohn, dem Schmied Wakula, rächen, der ihn mit einer Karikatur vor den anderen Teufeln lächerlich gemacht hatte. Sein Plan sieht vor, mit Solochas Hilfe den Mond zu stehlen, um den Kosaken Tschub, den Vater von Wakulas Geliebter Oksana, daran zu hindern, ins Wirtshaus zu gehen. Dann kann Wakula Oksana nicht allein im Haus antreffen. Ein starker Schneesturm bricht aus. Die Hexe fliegt, nur mit ihrem Nachthemd bekleidet, auf ihrem Besen aus dem Schornstein. Der Teufel tritt ins Haus und folgt ihr auf demselben Weg. Im Sturm werden die schwarzen Silhouetten der beiden Fliegenden vor dem Himmel sichtbar und verdecken die Scheibe des Vollmonds. Hinter der Bühne besingen Geister die hereingebrochene Dunkelheit. Tschub und sein Kumpan Panas kommen auf die Straße. Der fehlende Mond hat sie nicht daran gehindert, den Weg zur Schenke zu suchen, doch sie verlaufen sich im Schneesturm.
Zweites Bild: Das Innere von Tschubs ukrainischer Hütte mit Fenstern zur Straße
Ein Kamin und eine niedrige Trennwand, hinter der Oksanas Truhe und ihr Bett zu sehen sind. Der Tisch ist zum Fest geschmückt, darauf eine Öllampe, eine hölzerne Schale und Plätzchen für die Koljadi-Sänger.  Ein Handtuch hängt an der Wand, neben dem Kamin ein Schüreisen und eine Schaufel. Oksana tritt in ihrem besten Kleid hinter der Trennwand hervor. ihr Haar ist mit Bändern geschmückt, und sie hält einen Spiegel. Sie lauscht nach dem Geräusch des Windes und lehnt dann den Spiegel an die Schale auf dem Tisch. Sie wirft übelgelaunt einen Blick aus dem Fenster.
Oksana ärgert sich über ihren Vater, der es trotz des Wetters vorgezogen hat, sich im Wirtshaus zu betrinken, statt mit seiner Tochter Weihnachten zu feiern. Sie sehnt sich nach der Liebe ihrer verstorbenen Mutter, betrachtet sich im Spiegel und sinnt über ihre Schönheit nach (Arie: „Ишь ты, какая вьюга!“ – „Isch ty, kakaja wjuga!“). Unterdessen betritt Wakula das Zimmer. Erst nachdem er sie eine Weile bewundert hat, bemerkt Oksana ihn. Sie hat Mühe, seine Annäherungsversuche abzuwehren und fragt ihn, ob die Gerüchte stimmen, dass seine Mutter eine Hexe sei. Wakula entgegnet, dass ihn seine Eltern nicht interessieren – ebenso wenig wie der Zar oder Reichtümer. Er sehne sich nur nach ihr (Arioso: „О, что мне мать, что мне отец!“ – „O, tschto mne mat, tschto mne otez!“). Oksana ist davon überzeugt, dass ihr Vater bald seine Mutter heiraten werde. Sie zieht sich hinter die Trennwand zurück. Der schneebedeckte Tschub tritt ein und bemerkt Wakula, erkennt ihn aber nicht. Er glaubt, versehentlich in das falsche Haus geraten zu sein. Auch Wakula erkennt Tschub nicht, hält ihn für einen Koljaka-Sänger und prügelt ihn hinaus. Von dem Lärm aufgeschreckt kehrt Oksana zurück. Sie erkennt den Irrtum, akzeptiert Wakulas Entschuldigungen aber nicht und wirft ihn hinaus. Dabei teilt sie ihm mit, dass sie längst einen anderen jungen Mann liebe (Duett: „То ли дело другой!“ – „To li delo drugoi!“). Aber nachdem Wakula gegangen ist, gesteht sie sich ihre Liebe zu ihm ein. Draußen singen und lachen Oksanas Freundinnen. Einige von ihnen kommen herein, um sie zu überreden, mit ihnen Koljadi zu singen. Oksana schickt sie fort und bricht in Tränen aus.

### Zweiter Akt
Drittes Bild: Solochas Hütte, ähnlich wie die von Tschub
Hier befindet sich anstelle der Trennwand ein großer Herd mit einer Pritsche auf der einen Seite und einem Bett auf der anderen, Essgeschirr an der Wand und Kohlensäcke. Der Tisch ist mit Essen und Flaschen gedeckt. In der Nähe des Fensters stehen ein Bottich und ein Fass. Beim Heben des Vorhangs knöpft Solocha langsam ihren Kragen zu. Sie hat sich soeben einen Mantel über die Schultern geworfen. Ihr Haar ist ungekämmt. Der Teufel kriecht aus dem Ofen hervor.
Solocha ist verärgert, weil ihr Besen zerbrochen und sie bei der Landung in den Rauchfang geraten ist. Der Teufel flirtet erneut. Sie fordert ihn auf, einen Hopak mit ihr zu tanzen. Der Teufel ruft weitere Teufelchen herbei, die mit kleinen Geigen und Flöten aus dem Kamin hervorkommen und zu spielen anfangen. Ein Klopfen an der Tür unterbricht den Tanz. Es ist der Dorfschulze Golowa, einer von Solochas Verehrern. Die Musiker verstecken sich hinter dem Kamin, und der Teufel schlüpft in einen Sack. Solocha bietet Golowa ein Glas Wodka an. Er fängt an zu singen, aber bevor er Solocha näher kommen kann, klopft es erneut. Da Golowa nicht mit ihr gesehen werden möchte, leert Solocha einen Kohlensack in das Fass, und Golowa versteckt sich darin. Der zweite Ankömmling ist der Schulmeister, ein weiterer Verehrer Solochas. Er singt ein Lied zu ihren Ehren („Баба к бесу привязалась“ – „Baba k bessu priwjasalas“), kommt aber ebenfalls nicht zum Zug, da schon wieder jemand an der Tür klopft. Auch er schlüpft in einen Sack, und der dritte Verehrer, Tschub, tritt ein. Solocha umarmt und küsst ihn, aber sie werden von ihrem heimkehrenden Sohn Wakula unterbrochen. Tschub schlüpft in denselben Sack, in dem sich schon der Schulmeister versteckt hatte. Im folgenden Quintett klagen alle über die unbequeme Lage in ihren Säcken, während sich der Teufel über sie lustig macht und Solocha bemüht ist, sie zur Ruhe zu bringen und gleichzeitig ihren Sohn aufzuhalten (Quintett: „О люте, люте мне, Солоха!“ – „O ljute, ljute mne, Solocha!“). Schließlich lässt sie den immer ungeduldiger klopfenden Wakula ein. Dieser meint, er müsse noch für das Weihnachtsfest aufräumen, und schleppt klagend die unerwartet schweren Säcke hinaus (Arioso: „Вот уже год прешëл и снова“ – „Wot usche god preschl i snowa“).
Viertes Bild: Straße im Dorf Dikanka wie im ersten Bild

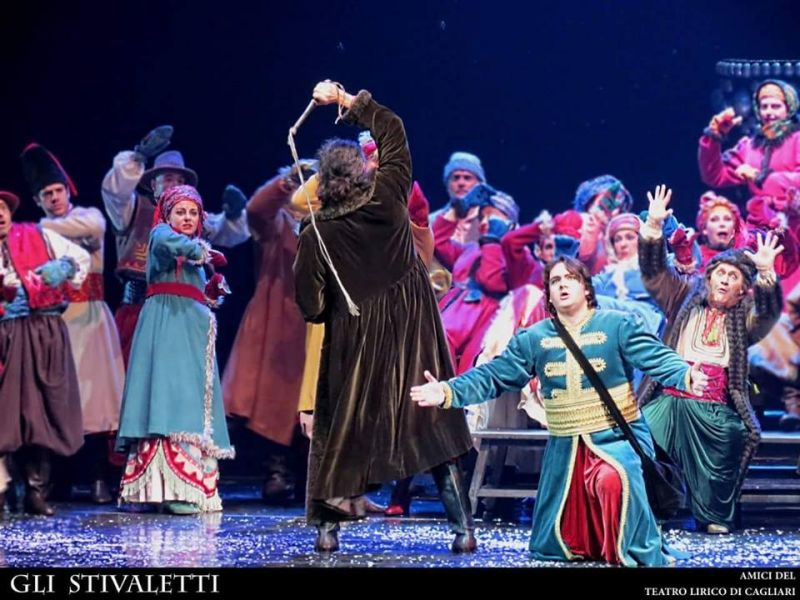
Ivaylo Mihaylov als Wakula

Auf der Straße treffen sich drei Gruppen fröhlich singender Dorfbewohner, die um Geschenke betteln (Chorszene: „Выросла у тына красная калина“ – „Wyrosla u tyna krasnaja kalina“). Zwei Jungen ziehen Oksana und ihre Freundin Odarka auf einem Schlitten herbei. Oksana erblickt Wakula mit den drei Säcken und macht sich vor ihren Freunden über ihn lustig. Dann betrachtet sie bewundernd Odarkas neue Schuhe und beklagt sich, dass sie niemanden habe, der ihr solche schönen Dinge kaufe. Als aber Wakula auch ihr bunte Schuhe aus Kazan verspricht, verlangt sie solche, wie die Zarin sie trägt. Wenn ihm das gelinge, werde sie ihn auf der Stelle heiraten. Sie läuft mit den anderen Jungen und Mädchen zum Hintergrund der Szene, wo sie sich lachend eine Schneeballschlacht liefern. Dann kommt sie zurück und zeigt Wakula die Größe ihrer Schuhe (Pantöffelchen-Lied: „Черевички, невелички“ – „Tscherewitschki, newelitschki“). Wakula sieht keine Möglichkeit, diese Aufgabe zu erfüllen. Er will nur noch sterben und bittet seine Freunde, ihn nach seinem Tod zu betrauern. Er entfernt sich mit dem kleinsten der Säcke. Die Dorfbewohner untersuchen die beiden übrigen Säcke, in denen sie Koljadi-Geschenke vermuten. Golowa, Tschub und der Schulmeister schlüpfen heraus. Golowa versucht noch, Würde zu zeigen, und der Schulmeister läuft schnell fort. Tschub aber behauptet, sie zum Narren gehalten zu haben. Alle lachen.

### Dritter Akt
Fünftes Bild: Flussufer. Winterlandschaft. Eine Mühle

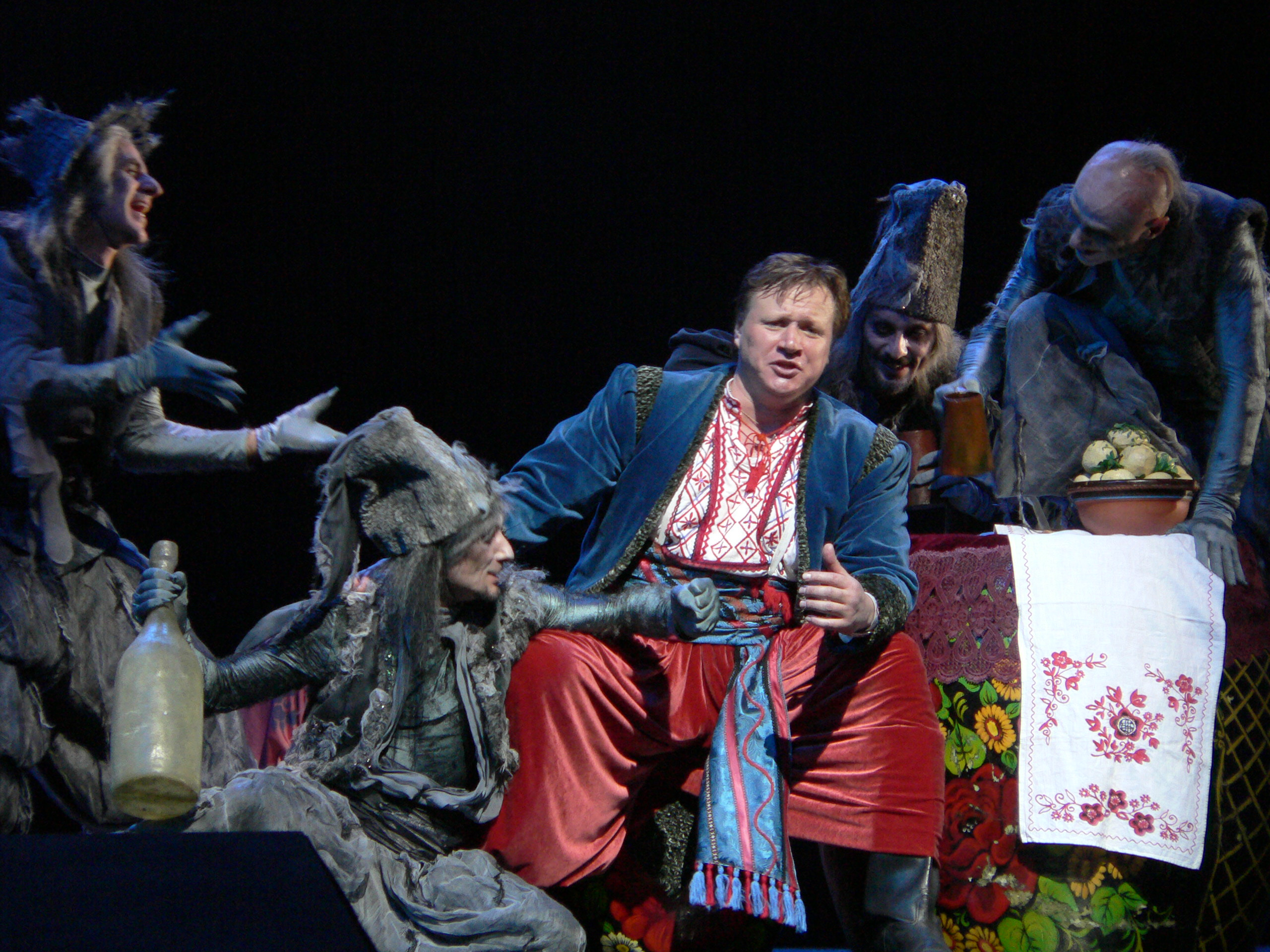
Oleg Videman als Wakula

Eine Gruppe von eisbedeckten Undinen entsteigt dem zugefrorenen Fluss. Ihre Schatten erscheinen auf der Szene. Alles wird vom Mondlicht beleuchtet.
Die Rusalken jammern über die Dunkelheit unter der Eisdecke des Flusses. Dabei stören sie einen Waldteufel auf (Chor der Rusalken: „Темно нам, темно темнешëнко“ – „Temno nam, temno temneschnko“). Wakula kommt mit dem Sack auf den Schultern an das Ufer, um sich hineinzustürzen. Er klagt über sein Liebesleid (Lied Wakulas auf Worte von Nikolai Alexandrowitsch Tschajew: „Слышит ли, девица, сердце твоë“ – „Slyschit li, dewiza, serdze two“). Als er den Sack auf den Boden stellt, springt der Teufel heraus und auf Wakulas Rücken. Er triumphiert, da Wakula nun sein sei und mit den Undinen im Fluss enden werde. Alternativ könne er ihm seine Seele verkaufen, um Oksana zu gewinnen. Wakula stimmt zum Schein zu. Als er den Vertrag mit Blut unterschreiben soll, gibt er vor, einen Nagel aus seinem Sack holen zu wollen, ergreift dann aber plötzlich den Teufel und drückt ihn zu Boden. Nun hat Wakula die Oberhand. Um seine Freiheit wiederzugewinnen, muss der Teufel ihm dienen. Zuerst verlangt Wakula, zur Zarin gebracht zu werden. Der Teufel fliegt ihn nach Petersburg.
Sechstes Bild: Empfangshalle im Zarenpalast
Wakula betritt die Halle auf dem Teufel reitend und springt ab. Eine Gruppe Saporoger Kosaken kommt auf ihrem Weg zum Bankett mit der Zarin herein. Der Teufel versteckt sich hinter dem Kamin, während Wakula einen alten Kosaken bittet, ihn mitzunehmen. Der lehnt zunächst ab, wird dann aber vom Teufel manipuliert und umgestimmt. Eine Wache erscheint, um die Kosaken durch die Halle zu geleiten.
Siebtes Bild: Empfang. Säulenhalle im Palast mit Lampen und Armleuchtern
Gäste und Höflinge in zeittypischen Kostümen tanzen eine Polonaise. Die Saporoger Kosaken und Wakula erwarten neben den Säulen den Zeremonienmeister. Dieser erinnert sie daran, Durchlaucht exakt wie eingeübt zu begrüßen. Die Türen auf der linken Seite öffnen sich, und der Prinz tritt begleitet von Höflingen und Edelleuten ein. Eine Wache steht an der Tür. Die Gäste und Edelleute halten ihre Hüte vor die Brust und verbeugen sich tief, während die Damen knicksen. Durchlaucht verkündet, dass der Feind kapituliert habe und seine Burgen eingenommen wurden. Die Höflinge bejubeln die ruhmreiche Zarin. Kellner bringen Becher mit Früchten und süßen Mandeln, und Durchlaucht trägt einige Couplets über die siegreiche russische Armee vor („Пока не началися танцы“ – „Poka ne natschalisja tanzy“). Man tanzt ein Menuett. Dann gibt der Zeremonienmeister den Kosaken ein Zeichen, vorzutreten. Wakula darf Durchlaucht sein Begehren vortragen. Er erklärt, dass sich seine Verlobte ebensolche Schuhe wünsche wie die der Zarin und fragt, ob sie silbern oder golden seien. Alle lachen. Der Prinz aber lächelt gerührt und lässt ein Paar goldene Schuhe hereinbringen, die er Wakula schenkt. Es folgen ein Russischer Tanz und ein Kosakentanz. Der Zeremonienmeister lädt alle ein, einer Theaterdarbietung im Familientheater der Zarin beizuwohnen. Nachdem sich die Höflinge und Kosaken entfernt haben, erscheint der Teufel erneut, um Wakula zurückzubringen.

### Vierter Akt
Achtes Bild: Heller sonniger Wintertag. Ein Platz. Der Glockenturm einer Kirche
In der Mitte der Bühne zwei Säulen mit einem Architrav, an dem zwei Glocken hängen. Im Hintergrund sind die Dächer des Dorfes Dikanka zu sehen und in der Nähe eine Straße. Viel Volk auf dem Gelände außerhalb der Kirche, auf den Kirchenstufen Lautenspieler und blinde Bettler. Im Vordergrund Wakulas Werkstatt.
Solocha und Oksana sitzen auf der Türstufe und beklagen den von ihnen für tot gehaltenen Wakula (Duett: „Кто говориту-то пился!“ – „Kto goworitu-to pilsja!“). Die Festglocken läuten, und die Dorfbewohner machen sich nach der Messe auf den Weg nach Hause. Eine Gruppe von Frauen lädt Oksana zum Essen ein (Finale: „К нам милости просим“ – „K nam milosti prossim“). Alle bemühen sich vergeblich, die beiden zu trösten. Oksana geht weinend fort. Die Dorfbewohner wollen sich zur Feier zum Gasthof der reichen Jüdin begeben. Tschub, Golowa und Panas kommen hinzu. Tschub lädt alle zu sich nach Hause zu Wodka und Piroggen ein, aber nur Golowa und Panas nehmen das Angebot an. Plötzlich erscheint Wakula. Er überreicht seinen erleichterten Freunden verschiedene mitgebrachte Geschenke und bittet dann Tschub, ihm Oksana zur Frau zu geben. Diese kehrt zurück, und Wakula zeigt ihr die Schuhe der Zarin. Oksana versichert, dass sie die Schuhe gar nicht mehr brauche, denn sie wolle nur ihn selbst. Tschub segnet das glückliche Paar und ruft Musiker herbei. Alle feiern.

## Gestaltung
In der Oper durchdringen sich Realität und Phantasie. Der Schwerpunkt liegt mehr auf einzelnen charakteristischen Szenen als auf einer konsistent fortschreitenden Handlung. Wie schon in der Vorlage Gogols geht es um die teils ironisch dargestellten Gegensätze zwischen Heidentum und Christentum, Sinnenlust und Dogmatik sowie der Obrigkeit und dem Volk. Die Liebesbeziehung zwischen Wakula und Oksana ist diesen Themen eher untergeordnet. Manche Szenen, insbesondere die von Solocha und dem Teufel, haben einen tänzerischen Charakter. Einige Stücke parodieren andere Musik-Genres. Dazu zählen die Nr. 8 (Solocha mit dem Teufel), das Schulmeister-Lied in Nr. 10 oder das Quintett in Nr. 11. Bei den Koljadi-Gesängen handelt es sich um typische getragene russische Lieder. Die Couplets der Durchlaucht und das Menuett entsprechen stilistisch der in das 18. Jahrhundert zurückversetzten Palast-Szene des dritten Akts, die aber satirisch verfremdet wird.
Tschaikowski verwendete keine Leitmotive. Dennoch treten bestimmte Intervallfolgen immer wieder auf und geben den verschiedenen Charakteren der Oper, die ansonsten sehr unterschiedlich gestaltet sind, einen „gemeinsamen Tonfall“.
Die Szene im ersten Bild, in der der Teufel seinen Plan erläutert, ist ein buffo parlante nach dem Vorbild des Farlaf in Glinkas Ruslan und Ljudmila.
Die Spiegelszene der Oksana im zweiten Bild, in der sich ihre wechselnden Stimmungen durch immer schneller werdende Tempi ausdrücken, basiert auf dem Typus der italienischen Arie.
Die Rolle der Durchlaucht ist nach dem historischen Potjomkin gebildet. Sie wurde als Ersatz für die Zarin Katharina II. eingeführt, die damals nicht auf der Bühne dargestellt werden durfte.

### Instrumentation
Die Orchesterbesetzung der Oper enthält die folgenden Instrumente:
- Holzbläser: zwei Piccoloflöte, zwei Flöten, zwei Oboen, zwei Klarinetten, zwei Fagotte
- Blechbläser: vier Hörner, zwei Trompeten, drei Posaunen, Tuba
- Pauken, Schlagzeug: Große Trommel, Becken, Tamburin, Triangel
- Harfe
- Streicher
- Bühnenmusik (Banda): Piccoloflöte, zwei Flöten, zwei Oboen, zwei Klarinetten, zwei Fagotte, zwei Hörner, zwei Tenorhörner, Baritonhorn, zwei Kornette (Trompeten), Basstuba, Pauken
- Hinter der Szene: Kanone

### Musiknummern
Die Oper enthält die folgenden Musiknummern:
- Overture (Andante con moto – Allegro giusto)

Erster Akt / Szene 1
- Nr. 1. Szene: Allegro moderato: „Ой, как светит месяц ясный“ – „Oj, kak swetit mesjaz jasny“
  - Duett: Solocha mit dem Teufel (Allegro vivo): „Оседлаю помело“ – „Ossedlaiu pomelo“
- Nr. 2. Schneesturm (Allegro vivo – Moderato): „Эх, раззадорила, растор мошила“ – „Ech, rassadorila, rastor moschila“

Erster Akt / Szene 2
- Nr. 3. Arie Oksanas (Moderato assai – Andante): „Ишь ты, какая вьюга!“ – „Isch ty, kakaja wjuga!“
- Nr. 4. Szene (Moderato): „Не может наглядется на себя“ – „Ne moschet nagljadetsja na sebja“
  - Arioso Wakulas (Moderato assai): „О, что мне мать, что мне отец!“ – „O, tschto mne mat, tschto mne otez!“
- Nr. 5. Szene (Allegro): „Вишь какой!“ – „Wisch kakoi!“
- Nr. 6. Szene (Allegro molto): „Что тут за гвалт?“ – „Tschto tut sa gwalt?“
  - Duett: Oksana und Wakula (Allegro ma non troppo e un poco rubato): „То ли дело другой!“ – „To li delo drugoi!“
- Nr. 7. Schlussszene (Allegro moderato): „Эх, кабы люди да умнее были“ – „Ech, kaby ljudi da umneie byli“

Zweiter Akt / Szene 3
- Entracte – Zwischenaktmusik (Allegro moderato)
- Nr. 8. Szene: Solocha mit dem Teufel (L’istesso tempo): „Вихрем веник унесло“ – „Wichrem wenik uneslo“
- Nr. 9. Szene: Solocha mit dem Dorfschulzen (Moderato assai): „Вот это снег!“ – „Wot eto sneg!“
- Nr. 10. Szene: Solocha mit dem Schulmeister (Moderato): „Нет, никого?!“ – „Net, nikogo?!“
  - Lied des Schulmeisters (Allegro moderato – Andantino con moto): „Баба к бесу привязалась“ – „Baba k bessu priwjasalas“
- Nr. 11. Szene: Solocha mit Tschub (Moderato): „Здорово! Ах, мой миленький“ – „Sdorowo! Ach, moi milenki“
  - Quintett (Andante non troppo): „О люте, люте мне, Солоха!“ – „O ljute, ljute mne, Solocha!“
- Nr. 12. Arioso Wakulas (Andante): „Вот уже год прешëл и снова“ – „Wot usche god preschl i snowa“

Zweiter Akt / Szene 4
- Nr. 13. Chorszene (Andante non troppo): „Выросла у тына красная калина“ – „Wyrosla u tyna krasnaja kalina“
- Nr. 14. Szene (Moderato): „Что, Оксана, ты замешкалась?“ – „Tschto, Oksana, ty sameschkalas?“
  - Pantöffelchen-Lied der Oksana (Allegro giusto): „Черевички, невелички“ – „Tscherewitschki, newelitschki“
- Nr. 15. Finale (Allegro moderato): „А! Вакула!“ – „A! Wakula!“

Dritter Akt / Szene 5
- Entracte – Zwischenaktmusik (Andante non tanto)
- Nr. 16. Chor der Rusalken (Allegro moderato): „Темно нам, темно темнешëнко“ – „Temno nam, temno temneschnko“
- Nr. 17. Szene (Moderato): „Куда это забрëл я?!“ – „Kuda eto sabrl ja?!“
  - Lied Wakulas (Andante): „Слышит ли, девица, сердце твоë“ – „Slyschit li, dewiza, serdze two“

Dritter Akt / Szene 6
- Nr. 18. Szene (Allegro moderato): „Приехали!“ – „Prijechali!“

Dritter Akt / Szene 7
- Nr. 19. Polonaise (Tempo di Polacca. Molto maestoso): „Не в рай ли я перенесен!“ – „Ne w rai li ja perenessen!“
- Nr. 20. Couplets von Durchlaucht (Andante – Allegro moderato): „Пока не началися танцы“ – „Poka ne natschalisja tanzy“
- Nr. 21. Menuett und Szene (Tempo di Menuetto): „Благополучно ли вы совершили путь?“ – „Blagopolutschno li wy sowerschili put?“
- Nr. 22a Russischer Tanz (Allegro comodo)
- Nr. 22b Kosakentanz (Andante – Allegro molto)
- Nr. 23. Szene (Andante non troppo): „Сейчас начнëтся домашнем“ – „Seitschas natschntsja domaschnem“

Vierter Akt / Szene 8
- Nr. 24. Duett: Oksana und Solocha (Moderato): „Кто говориту-то пился!“ – „Kto goworitu-to pilsja!“
- Nr. 25. Finale (Allegro moderato – Allegro non troppo e molto maestoso): „К нам милости просим“ – „K nam milosti prossim“

## Werkgeschichte

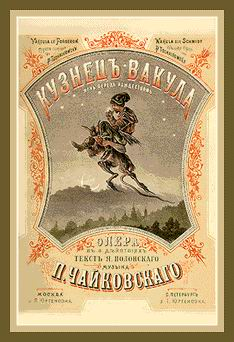
Titelblatt des Klavierauszugs der Urfassung

Die Oper basiert auf der Erzählung Die Nacht vor Weihnachten (Ночь перед рождеством – Notsch pered roschdestwom) aus dem zweiten Teil der Sammlung Abende auf dem Weiler bei Dikanka (Вечера на хуторе близ Диканьки – Wetschera na chutore blis Dikanki) von Nikolai Gogol aus den Jahren 1831/32. Das Libretto von Jakow Polonski entstand ursprünglich im Auftrag der Großfürstin Jelena Pawlowna  für den Komponisten Alexander Serow. Dieser starb jedoch 1871, bevor er mit der Komposition beginnen konnte (es existieren lediglich Skizzen, nach denen seine Witwe 1879 eine Klaviersuite veröffentlichte). Die Großfürstin schrieb darauf einen Wettbewerb für die beste Vertonung des Textes aus, an dem sich Tschaikowski beteiligte, nachdem er sichergestellt hatte, dass kein ebenbürtiger Komponist wie Anton Rubinstein oder Nikolai Andrejewitsch Rimski-Korsakow daran teilnehmen würde. Er begann im Juni 1874 mit der Arbeit und vollendete sie bereits nach wenigen Monaten, da er irrtümlich von einem zu frühen Abgabetermin ausging. Für diese Oper Der Schmied Wakula (Кузнец Вакула – Kusnez Wakula) erhielt er sowohl den ersten als auch den zweiten Preis. Außer ihm und Nikolai Solowjow hatten nur Amateure teilgenommen.
Die Erstfassung der Oper wurde am 6. Dezember 1876 unter der Leitung von Eduard Nápravník am Mariinski-Theater in Sankt Petersburg uraufgeführt. Die Sänger waren Fjodor Komissarschewski (Wakula), Anna Bitschurina (Solocha), Iwan Mattschinski (Tschub), Wilhelmina Raab (Oxana), Iwan Melnikow (Teufel), Ossip Petrow (Golowa) und Fjodor Strawinski (Durchlaucht). Die Bühnenbilder stammten teils aus älteren Werken, teils wurden sie von Michail Botscharow neu geschaffen. Die Oper war als Dreiakter konzipiert. Bei der Aufführung wurde jedoch das Schlussbild des dritten Akts als separater vierter Akt aufgeführt. Entgegen den Erwartungen sowohl seiner Freunde als auch seiner Gegner war die Oper kein Erfolg. Sie verschwand nach achtzehn weiteren Aufführungen bis zum Oktober 1879 vom Spielplan.
Schon bald jedoch missfielen Tschaikowski Einzelheiten seiner Komposition. 1878 schrieb er: „Hätte ich nur meine Inspiration in Schach gehalten! Die ganze Oper leidet unter einer Überfülle an Einzelheiten und unter ermüdenden Verwendungen von chromatischen Harmonien.“ Dennoch schätzte er das Werk und plante lange Zeit, es zu überarbeiten. Dazu kam er jedoch erst 1885. Bei dieser Gelegenheit benannte er die Oper um, da auch andere Komponisten, wie z. B. Nikolai Solowjow, gleichnamige Opern geschrieben hatten. Der neue Titel Tscherewitschki war ein Vorschlag seines Bruders Modest Tschaikowski. Er wird üblicherweise mit Pantöffelchen übersetzt, obwohl es sich eigentlich um spitze Damenschuhe mit Absätzen handelt.
Im Vergleich zur Urfassung vereinfachte Tschaikowski die Orchestrierung und die Rezitative. Er überarbeitete die Gewichtung der verschiedenen Figuren und Szenen, sodass die Liebesgeschichte zugunsten der phantastischen Elemente stärker hervorgetrat. Einige Teile, wie die Musik des Schneesturms, komponierte er um. Außerdem ergänzte er das Duett Oksana/Wakula (erster Akt, in Nr. 6), die Schlussszene des ersten Akts (Nr. 7), das Schulmeisterlied (zweiter Akt, in Nr. 10), das Quintett (zweiter Akt, in Nr. 11), das Lied Wakulas (dritter Akt, Nr. 17, Text von Tschajew) und die Couplets der Durchlaucht (dritter Akt, Nr. 20). Aufgrund von Problemen mit der Zensur musste Tschaikowski die Figur des Diakons oder Beamten durch einen Schulmeister ersetzen.
Bei der Uraufführung der Neufassung am 19. Januarjul. / 31. Januar 1887greg. im Bolschoi-Theater in Moskau sangen Dmitrij Andrejevich Usatov (Wakula), Aleksandra Svjatlovskaja (Solocha), Bogomir Bogomirovich Korsov (Teufel und Stimme des Waldteufels), Ivan Matcinskij (Tschub), Marija Nikolajeva Klimentova-Muroncevá (Oksana), Vladimir Streletskij (Pan Golowa und Zeremonienmeister), Pjotr Grigorjev (Panas), Mikhail Dmitrjevich Vasiljev II (Schulmeister), Pavel Akinfjevich Khokhlov (Durchlaucht), Aleksandr Mikhajlovich Dodonov (Diensthabender), Vladimir Ivanovich Vasiljev I (Alter Saporoger). Die musikalische Leitung hatte Tschaikowski selbst. Es war sein Debüt als Dirigent, und er leitete die Oper dreimal. Danach übernahm der Dirigent Ippolit Altani. Insgesamt gab es sieben Aufführungen.
Erst 1902 wurde das Werk an der Privatoper von Sawwa Mamontow unter der Leitung von Michail Ippolitow-Iwanow erneut aufgeführt. Weitere russische Inszenierungen gab es u. a. 1906, 1916 und 1930 in Sankt Petersburg, 1910 in Perm, 1913 in Jekaterinburg und 1941 im Bolschoi-Theater in Moskau.
Außerhalb Russlands wurde die Oper erstmals am 16. Mai 1922 in New York gegeben. 1932 gab es Aufführungen in Mannheim in einer deutschen Übersetzung von Heinrich Burkard unter dem Titel Die goldenen Schuhe sowie in Köln in einer Übersetzung von M. Hofmüller unter dem Titel Der Pantoffelheld. 1950 wurde sie in Prag gespielt, 1955 an der New York City Opera als The Golden Slippers, 1993 beim Wexford Festival und in der Queen Elizabeth Hall in London. 2009 wurde sie am Royal Opera House Covent Garden gespielt und auf DVD aufgenommen.

## Aufnahmen
- 1948 (Studio-Aufnahme): Alexander Melik-Paschajew (Dirigent), Orchester und Chor des Bolschoi-Theaters Moskau. Georgi Nelepp (Wakula), Elizaveta Antonova (Solocha), Andrei Iwanow (Teufel und Durchlaucht), Maxim Michailow (Tschub), Eva Kruglikova (Oksana), Sergei Krasowski (Pan Golowa), Feodor Godovkin (Panas), Alexander Peregudow (Schulmeister), Iwan Ionow (Zeremonienmeister), Benjamin Schetsow (Diensthabender), Ivan Sipajev (Alter Saporoger), Mikhail Skazin (Stimme des Waldteufels), Olga Insarova (Katharina II.). Preiser 90350 2 CD, Ultraphone (3 LP), Cantus Classics 500686 (2 CD), Melodija MEL CD 1002129.[7]:19008
- September 1973 (Studio-Aufnahme, Fassung von 1885, gekürzt): Wladimir Fedossejew (Dirigent), USSR State Radio Symphony Orchestra, USSR State Radio Chorus. Constantin Lissovski (Wakula), Ludmila Simonova (Solocha), Oleg Klenov (Teufel), Alexei Krivtchenya (Tschub), Nina Fomina (Oksana), Gennady Troitzkij (Pan Golowa), Ivan Kartavenko (Panas), Vladimir Makhov (Schulmeister), Alexander Poljakov (Durchlaucht), Viktor Selivanov (Zeremonienmeister), Valerij Rybin (Diensthabender), Vjatcheslav Godunov (Alter Saporoger), Ivan Budrin (Stimme des Waldteufels). Melodia-Eurodisc 300 373-440 (3 LP), Relief CR 991054 2 CD.[7]:19009
- Januar 2000 (live aus Cagliari): Gennadi Roschdestwenski (Dirigent), Orchester und Chor des Teatro Lirico di Cagliari. Valerij Popov (Wakula), Ludmilla Schemtschuk (Solocha), Albert Schagidullin (Teufel und Zeremonienmeister), Vladimir Ognovenko (Tschub), Ekaterina Morosova (Oksana), Barseg Tumanyan (Pan Golowa), Valentin Okenko (Panas), Grigory Osipov (Durchlaucht), Pavel Černoch (Diensthabender), Frantisek Zahradnicek (Alter Saporoger), Fabio Bonavita (Stimme des Waldteufels). Dynamic CDS 287/1-3 (3 CD).[7]:19010
- 2004 (live aus Garsington): Elgar Howarth (Dirigent), Chor und Orchester der Garsington Opera. Adrian Dwyer (Wakula), Frances McCafferty (Solocha), Roderick Earle (Teufel), Leonid Zimnenko (Tschub), Anne-Sophie Duprels (Oksana), Gerard O’Connor (Pan Golowa), Stuart Kale (Schulmeister). Garsington Opera GA 002 (3 CD).[7]:19011
- 2009 (Video, live aus London): Alexander Polianichko (Dirigent), Orchester und Chor des Royal Opera House.  Wsewolod Griwnow (Wakula), Larissa Djadkowa (Solocha), Maxim Michailow (Teufel), Wladimir Matorin (Tschub), Olga Guryakova (Oksana), Alexander Vassiliev (Pan Golowa), John Upperton (Panas), Vyacheslav Voynarovsky (Schulmeister), Sergei Leiferkus (Durchlaucht), Jeremy White (Zeremonienmeister), Changhan Lim (Stimme des Waldteufels). Opus Arte.[6]
- 2015 (Video, live aus Cagliari): Donato Renzetti (Dirigent), Yuri Alexandrov (Regie), Vjacheslav Okunev (Szene und Kostüme), Orchester und Chor des Teatro Lirico di Cagliari. Ivaylo Mihaylov (Wakula), Irina Makarova (Solocha), Mikolaj Zalasinski (Teufel), Arutjun Kochinian (Tschub), Viktoria Yastrebova (Oksana), Alexander Vassiliev (Pan Golowa), Gregory Bonfatti (Panas), Giulio Pelligra (Schulmeister), Nicola Ebau (Durchlaucht), Mauro Secci (Zeremonienmeister und Diensthabender), Francesco Leone (Alter Saporoger). Videostream der RAI.[8]